# Huallaga (fiume)
L'Huallaga (in spagnolo Río Huallaga) è un fiume peruviano, affluente di destra del Marañón, che fa quindi parte dell'alto bacino amazzonico. Nasce dalla confluenza dei fiumi Chaupihuaranga e Huariaca, nei pressi di Cerro de Pasco, ed è lungo 1138 km.

## Percorso
Attraversando il territorio andino, l'Huallaga è per gran parte del suo percorso piuttosto un torrente impetuoso che attraversa numerose gole e 42 rapide. Il fiume si divide praticamente in due prima e dopo il suo passaggio per la città di Juanjuí, in Alto Huallaga e in Basso Huallaga. Scendendo da Cerro di Pasco entra nella regione di Huánuco, dove passa anche per il capoluogo della regione, Huánuco, a 1900 m s.l.m.
Più a valle si trova il parco nazionale Tingo María quindi il fiume passa per Tingo María, capoluogo della provincia di Leoncio Prado chiamata anche "La porta dell'Amazzonia", o anche la "Bella addormentata", a causa di una catena montuosa circostante che assomiglia a una donna sdraiata. Continuando a nord entra nella regione di San Martín passando per le cittadine di Tocache (23.611 ab.), Puerto Pizana, Balsayacu, Huacamayu, San Julián, Sion, Valle e Tambillo, prima di arrivare a Juanjuí, capoluogo della provincia di Mariscal Cáceres. Attraversa poi Picota (7.941 ab.), Machungo, Utcurarca (dove riceve il Rio Mayo), Chazuta, Navarro, Quillacaca e Sacareto. A Santa Elena y Bonaparte entra nella regione di Loreto, quindi attraversa Boca del Chipari, Yurimaguas (45.348 ab.), conosciuta come la «Perla di Huallaga», Puerto Adolfo, Esperanza, Nuevo Corina e Arahuante, dove sfocia nel Marañón.